# Gu ta gutarrak

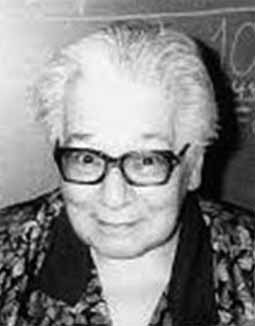
Fotografía de Magdalena Mouján Otaño

Gu ta gutarrak (Nosotros y los nuestros, en euskera) es un relato de ciencia ficción, en castellano y en clave de humor, escrito por la matemática argentina Magdalena Mouján Otaño y en el que se narra la paradójica conclusión de un viaje de un grupo de vascos en una máquina del tiempo. Obtuvo el primer premio en el concurso de cuentos de la Segunda Convención de Ciencia Ficción de la República Argentina, en Mar del Plata, en julio de 1968.
En 1970, la revista española Nueva Dimensión publicó el relato en su número 14. A pesar de que el texto se había presentado al Depósito Previo, y de haber sido convenientemente aprobada su distribución, pocos días después el Tribunal de Orden Público ordenó retirar de la circulación el número, pues consideraba que el cuento de Mouján Otaño contravenía el artículo segundo de la Ley de Prensa, obra del ministro de Información y Turismo, Manuel Fraga Iribarne. Según el fiscal especial que cursó la denuncia, Gu ta gutarrak atentaba contra la unidad de España. Consecuentemente, tras el secuestro cautelar del número 14, se sustituyeron las páginas del relato por varias historietas de Johnny Hart reunidas bajo el título de Formicología, para poder continuar con su venta. El juicio contra Nueva Dimensión no llegó a llevarse a cabo, pero el caso produjo gran polémica en el fandom internacional. Cien números después, en la edición de julio-agosto de 1979, Nueva Dimensión publicó de nuevo el relato, como recordatorio de estos hechos y a modo de desagravio a su autora.